# Distretto di Agago
Il distretto di Agago è un distretto dell'Uganda, situato nella Regione settentrionale.